# Dasysphinx buckleyi
Dasysphinx buckleyi là một loài bướm đêm thuộc phân họ Arctiinae, họ Erebidae.